# جامعة غيسن
جامعة يوستوس ليبيش في غيسن (بالألمانية: Justus-Liebig-Universität Gießen) أنشئت في غيسن في ألمانيا عام 1607 من قبل لودفيغ الخامس لاندغراف هسن ـ دارمشتات. ومن هنا سميت جامعة لودفيش أو Ludoviciana حتى عام 1945، والجامعة عضو بشبكة سانتاندير.

## كليات الجامعة
- الحقوق
- الاقتصاد
- علم الاجتماع والثقافة
- التاريخ والثقافة
- اللغات، الآداب، الثقافة
- علم النفس والرياضة
- الرياضيات والمعلوماتية، الغيزياء، الجغرافيا
- علم الأحياء والكيمياء
- الزراعة والبيئة
- الطب البيطري
- كلية الطب

## أساتذة وخريجون بارزون
- فيلهلم كونراد رونتجن، مكتشف الأشعة السينية.
- توماس كيلنر.